# Temnocyoninae
Temnocyoninae — вимерла підродина хижих ссавців з родини амфіціонових. Жили в Північній Америці в період від раннього олігоцену до раннього міоцену приблизно 30.8–20.43 Ma.